# 希尔武埃纳
希尔武埃纳，是西班牙卡斯蒂利亚-莱昂阿维拉省的一个市镇。 总面积15km2, 总人口111人（2001年），人口密度7人/km2。